# Vlastimil Maxa
Vlastimil Maxa (ur. w 1970 roku) – czechosłowacki narciarz alpejski, brązowy medalista mistrzostw świata juniorów.

## Kariera
Po raz pierwszy na arenie międzynarodowej Vlastimil Maxa pojawił się w 1987 roku, kiedy wystąpił na mistrzostwach świata juniorów w Sälen. Zajął tam 30. miejsce w slalomie oraz 43. miejsce w gigancie. Największy sukces osiągnął podczas mistrzostw świata juniorów w Madonna di Campiglio w 1988 roku, gdzie wywalczył brązowy medal w kombinacji. W zawodach tych wyprzedzili go jedynie Konstantin Czistiakow z ZSRR oraz Francuz Max Ancenay. Na tej samej imprezie był też między innymi piąty w zjeździe. Startował także na mistrzostwach świata juniorów w Aleyska w 1989 roku, gdzie jego najlepszym wynikiem było 22. miejsce w biegu zjazdowym. Nigdy nie zdobył punktów do klasyfikacji generalnej Pucharu Świata. Nigdy też nie wystąpił na mistrzostwach świata ani igrzyskach olimpijskich.

## Osiągnięcia

### Mistrzostwa świata juniorów
| Miejsce | Dzień       | Rok  | Miejscowość          | Konkurencja | Czas biegu  | Strata   | Zwycięzca             |
| ------- | ----------- | ---- | -------------------- | ----------- | ----------- | -------- | --------------------- |
| 30.     | 21 marca    | 1987 | Sälen                | Slalom      | 1:50,95 min | +12,74 s | Roger Pramotton       |
| 43.     | 22 marca    | 1987 | Sälen                | Gigant      | 2:31,70 min | +6,66 s  | Thomas Wolf           |
| 5.      | 27 stycznia | 1988 | Madonna di Campiglio | Zjazd       | 1:33,15 min | +0,66 s  | Kaspar Gilgenrainer   |
| 50.     | 28 stycznia | 1988 | Madonna di Campiglio | Supergigant | 1:35,26 min | +4,54 s  | Jeremy Nobis          |
| 12.     | 29 stycznia | 1988 | Madonna di Campiglio | Gigant      | 2:05,55 min | +1,72 s  | Gregor Grilc          |
| 16.     | 30 stycznia | 1988 | Madonna di Campiglio | Slalom      | 1:42,30 min | +3,83 s  | Stefan Szałamanow     |
| 3.      | 30 stycznia | 1988 | Madonna di Campiglio | Kombinacja  | ?           | ?        | Konstantin Czistiakow |
| 22.     | 5 kwietnia  | 1989 | Aleyska              | Zjazd       | 1:28,93 min | +2,50 s  | Ed Podivinsky         |
| 29.     | 6 kwietnia  | 1989 | Aleyska              | Supergigant | 1:17,59 min | +3,37 s  | Tommy Moe             |
| 36.     | 7 kwietnia  | 1989 | Aleyska              | Gigant      | 2:17,20 min | +10,16 s | Jeremy Nobis          |

### Puchar Świata
Maxa nigdy nie zdobył punktów PŚ.